# Domingo Ramón
Luis Domingo Ramón Menarges (ur. 10 marca 1956 w Crevillente) – hiszpański lekkoatleta, długodystansowiec, medalista mistrzostw Europy, dwukrotny olimpijczyk.

## Kariera sportowa
Specjalizował się w biegu na 3000 metrów z przeszkodami. Zdobył srebrny medal w biegu na 2000 metrów z przeszkodami na mistrzostwach Europy juniorów w 1977 w Doniecku. Odpadł w eliminacjach biegu na 3000 metrów z przeszkodami na mistrzostwach Europy w 1978 w Pradze. Zdobył srebrny medal w tej konkurencji na igrzyskach śródziemnomorskich w 1979 w Splicie.
Zajął 4. miejsce w biegu na 3000 metrów z przeszkodami na igrzyskach olimpijskich w 1980 w Moskwie. Zdobył brązowy medal na tym dystansie na mistrzostwach Europy w 1982 w Atenach, przegrywając jedynie z Patrizem Ilgiem z Republiki Federalnej Niemiec i Bogusławem Mamińskim z Polski. Na mistrzostwach świata w 1983 w Helsinkach zajął w tej konkurencji 10. miejsce. Ponownie zdobył srebrny medal w biegu na 3000 metrów z przeszkodami na igrzyskach śródziemnomorskich w 1983 w Casablance. Zwyciężył na tym dystansie na mistrzostwach ibero-amerykańskich w 1983 w Barcelonie.
Na igrzyskach olimpijskich w 1984 w Los Angeles zajął 6. miejsce w biegu na 3000 metrów z przeszkodami, na mistrzostwach ibero-amerykańskich w 1986 w Hawanie był w tej konkurencji piąty, a na mistrzostwach świata w 1987 w Rzymie odpadł w eliminacjach.
Ramón był mistrzem Hiszpanii w latach 1980–1982 i 1984. Ustanowił rekord Hiszpanii na tym dystansie czasem 8:15,74 (31 lipca 1980 w Moskwie). Był również dwukrotnym rekordzistą Hiszpanii w biegu na 2000 metrów z przeszkodami do wyniku 5;30,2 (7 sierpnia i 1977 w Dole).

## Rekordy życiowe
Domingo Ramón miał następujące rekordy życiowe:
- bieg na 3000 metrów – 7:58,80 (15 czerwca 1983, Kopenhaga)
- bieg na 5000 metrów – 13:44,56 (26 sierpnia 1982, Vigo)
- bieg na 2000 metrów z przeszkodami – 5:27,82 (16 maja 1987, Granada)
- bieg na 3000 metrów z przeszkodami – 8:15,74 (31 lipca 1980, Moskwa)